# Roselands, New South Wales
Roselands este o suburbie în Sydney, Australia.